# 인디애나 대학교 블루밍턴
인디애나 대학교 블루밍턴(영어: Indiana University Bloomington, 줄여서 IU 혹은 IUB)은 미국 인디애나주에 있는 대학교이다. 1820년에 개교한 이 대학교는 인디애나주의 플래그쉽 주립 대학교이자, 인디애나 대학교 중 가장 오래되고 규모가 큰 캠퍼스로서, 전미적으로 명망 높은 공립 연구 대학이다. 550여 개의 단독 학위와 준학위를 제공한다. 테레 호테(Terre Haute)에 소재한 인디애나 주립 대학교(Indiana State University)와는 다른 대학교이며, 이공계열에서 압도적인 강세를 보이는 같은 주내 공립대학인 퍼듀 대학교와 함께 인디애나 공립 고등교육을 양분하고 있다.
한국에서는 경영대학인 켈리스쿨(Kelley School of Business)과 행정대학인 오닐스쿨(O'Neill School of Public & Environmental Affairs), 음악대학인 제이콥스 스쿨(Jacobs School of Music)이 유명하다. 인디애나 대학교의 행정대학(O'Neil School of Public & Environmental Affairs)은 전미 1위이며, 하버드 대학교, 시러큐스 대학교와 함께 행정학계의 삼대 명문으로 알려져 있다. 특히 행정대학에는 2009년 노벨 경제학상을 수상한 엘리너 오스트럼 교수가 재직했었다. 이외에도 교육학, 언론학, 사회과학등 인문계열 전반에서 강세를 보이고 있다. 
스포츠 부문에서도 퍼듀 대학교와의 라이벌전이 유명하며, 전미대학운동협회(NCAA)의 대학선수권대회 5회 우승 경력이 있다.

## 학생 구성
125개국, 6,000여 명의 유학생들이 재학하며, 유학생 등록 수에서 미국 상위 10대 대학교 중 하나이다. 2013-2014년도 이 대학교의 10대 유학생 등록 현황은 아래와 같다.
- 중국 : 3,078명
- 한국 : 841명
- 인도 : 619명
- 타이완 : 177명
- 사우디 아라비아 : 144명
- 캐나다 : 109명
- 인도네시아 : 86명
- 홍콩 : 73명
- 터키 : 71명
- 일본 : 68명

## 시설
미술관, 릴리 도서관(Lilly Library), 매더스 세계 문화 박물관(Mathers Museum of World Cultures)과 커크우드 천무대(Kirkwood Observatory) 등이 유명하다.

## 교육 및 연구

### 평가
2009년에는 매년 미국 내 대학 순위를 발표하는 US News & World Report (이하 US News)에서 71위를 기록하였다.
경영대학인 켈리스쿨은 블룸버그 비지니스윅에서 발표한 순위에서 2016년 기준으로 미국 비지니스스쿨 랭킹 4위에 든 바 있다. 또한 2015년 US News지의 전미 최고의 학부 경영대학 부문에서 10위에 이름을 올렸다.
행정대학인 오닐 스쿨 역시 US News지의 최고의 행정대학 부문에서 1위를 기록했다.

## 주요 동문
주요 졸업생은 다음과 같다.
- 마이클 D. 히긴스 : 아일랜드 대통령.
- 조슈아 벨 : 바이올리니스트. 에버리 피셔상(2007), 그래미 상 (2001, 2002) 등 수상.
- 어워Feisal Istrabadi : 이라크의 임시 헌법을 입안한 IU 법대 교수.
- Sage Steele : ESPN 앵커.
- Deepender Hooda : 인도 국회의원.
- 마이클 E. 유슬런 : 영화 Batman 시리즈 프로듀서.
- Bienvenido Lumbera : 필리핀 시인, 비평가 겸 사회운동가.
- John Chambers : Cisco 회장 겸 CEO.
- Victor Jackovich : 보스니아 및 헤르체고비나 최초의 미 대사.
- 수잔 콜린스 : Hunger Games 저자.